# Claytonia sarmentosa
Claytonia sarmentosa är en källörtsväxtart som beskrevs av Carl Anton von Meyer. Claytonia sarmentosa ingår i släktet vårskönor, och familjen källörtsväxter. Inga underarter finns listade i Catalogue of Life.

## Bildgalleri

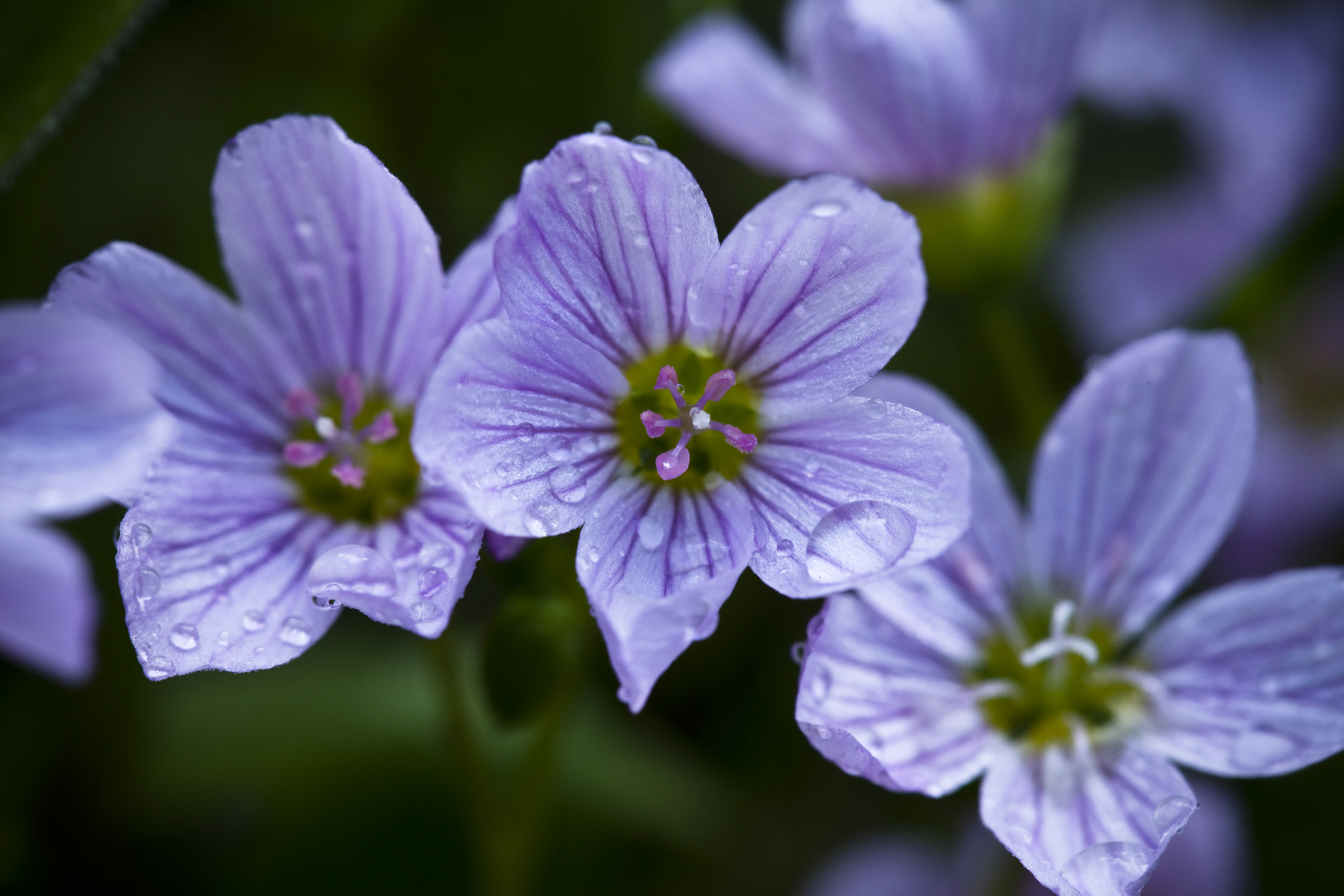